# Топаллер Анатолій Семенович
Анатолій Семенович Топаллер (13 листопада 1911 — 16 січня 1996) — командир ескадрильї 3-го легкого бомбардувального авіаційного полку 8-ї армії, капітан. Герой Радянського Союзу.

## Біографія
Народився 13 листопада 1911 року в обласному центрі України Луганську. Працював модельником на паровозобудівному заводі.
У Червоній Армії з 1929 року. У 1935 році закінчив Борисоглібську школу військових льотчиків. Учасник радянсько-фінської війни 1939—1940 років.
До березня 1940 року здійснив 25 бойових вилетів на розвідку і бомбардування військ противника, завдавши йому значних втрат в живій силі та техніці. 19 травня 1940 року «за зразкове виконання бойових завдань командування на фронті і проявлені при цьому відвагу та геройство», капітану Анатолію Семеновичу Топаллеру присвоєно звання Героя Радянського Союзу з врученням ордена Леніна й медалі «Золота Зірка».
Учасник Другої світової війни з серпня 1941 року. З 1945 року Топаллер підполковник в запасі, а потім у відставці. Жив в місті Гайсин Вінницької області України. Працював директором у райхарчокомбінаті. Почесний громадянин м Гайсин.
Помер 16 січня 1996 року.